# Райтмайер, Нина
Нина Райтмайер (нем. Nina Reithmayer, 8 июня 1984, Инсбрук, Австрия) — австрийская саночница, выступающая за сборную Австрии с 2002 года. Принимала участие в двух зимних Олимпийских играх, на играх 2006 года в Турине заняла лишь восьмое место, в то время как на соревнованиях 2010 года в Ванкувере, выступая в программе женских одиночных заездов, добилась серебряной медали.
Нина Райтмайер является обладательницей трёх наград чемпионатов мира, в её послужном списке одна бронза (2007) и два серебра (2008, 2009) — все три медали за состязания между смешанными командами. В индивидуальной программе ей удавалось достигнуть только шестой позиции, это произошло в 2008 году в Оберхофе. Один раз спортсменка получала подиум чемпионата Европы, заняв третье место в женских одиночных заездах на турнире в Сигулде 2010 года. В сезоне 2002—2003 выиграла Кубок мира по санному спорту среди юниоров.
В 2014 году Райтмайер побывала на Олимпийских играх в Сочи, где финишировала двадцатой в одиночной женской программе.